# Ernie Ball (entrepreneur)
Ne doit pas être confondu avec Ernie Ball (entreprise).
Roland Sherwood dit « Ernie » Ball, né le 30 août 1930 et mort le 9 septembre 2004 à San Luis Obispo en Californie aux États-Unis, est un entrepreneur américain, créateur de l'entreprise de cordes pour guitares Ernie Ball.

## Histoire
Roland Sherwood Ball grandit à Santa Monica en Californie. Son père travaille dans un concessionnaire automobile et lui apprend à jouer de la guitare hawaïenne. À 19 ans, il rejoint le groupe de musique de Tommy Duncan et part en tournée, avant que n'éclate la guerre de Corée. Ernie Ball est alors enrôlé dans l'armée de l'air américaine. Après la guerre, il retourne à Los Angeles et travaille dans une émission de télévision de la chaîne KTLA channel 5. Cela le fait connaître dans le milieu de la musique de la ville.
En 1958, Ernie Ball ouvre un magasin de musique à Tarzana, un quartier de Los Angeles, où il vend exclusivement des guitares, notamment des Fender. Face à la demande des guitaristes pour des cordes plus légères, il se met à vendre des jeux de cordes. À cette époque, beaucoup de guitaristes achètent un jeu de cordes et remplacent la dernière corde par une corde de banjo, plus légère, afin de pouvoir faire des bends. Comme Fender et Gibson ne souhaitent pas commercialiser un jeu de cordes plus légères, Ernie Ball lance son propre jeu de cordes Slinky en 10-46.
En 1967, Ernie Ball vend son magasin de musique pour se concentrer exclusivement sur la vente de cordes, et déménage l'entreprise à Newport Beach, où il est aidé par ses fils Sterling, David et Sherwood. Après avoir terminé ses études, Sterling Ball devient employé à part entière et occupe le poste de commercial. Dans les années 1980, il joue un rôle important dans le design des instruments Music Man.
Dans les années 1970, l'entreprise Ernie Ball s'exporte à l'étranger et vend ses produits en Europe, au Japon et en Australie. En 1984, elle rachète Music Man.